# Escritório de Serviços de Supervisão Interna das Nações Unidas
O Escritório de Serviços de Supervisão Interna ou ESSI ( United Nations Office of Internal Oversight Services em inglês)  é um órgão da ONU cujo objetivo principal é realizar auditoria, investigação, inspeção, monitoramento de programas, serviços de avaliação e consultoria para o Secretariado das Nações Unidas e o resto da Estrutura da ONU em todo o mundo.
Sua função é semelhante a de muitas organizações nacionais de auditoria do governo, como a Controladoria-Geral da União no Brasil. E como a maioria de suas congêneres nacionais, a ESSI apresenta seus relatórios à Assembleia Geral em vez de para o escritório do Secretário-Geral.
A atual diretora da ESSI, Subsecretária-Geral da ONU, Carman Lapointe-Young do Canadá, foi nomeada como Subsecretária-Geral para Serviços de Supervisão Interna por um mandato de cinco anos com início em 14 de setembro de 2010, sucedendo Inga-Britt Ahlenius da Suécia.
A agência foi criada em 1994. Seu primeiro diretor foi o Subsecretário-Geral Karl Paschke.

## Papel e função
De acordo com seu website:

O Escritório apresenta relatórios que fornecem ao Secretário-Geral informação para utilização eficaz dos recursos da Organização e sobre a proteção de seus ativos, também torna estes relatórios disponíveis à Assembleia Geral. A ESSI agrega valor ao fornecer auditoria, investigação, inspeção, monitoramento de programas, serviços de avaliação e consultoria por todo o mundo para o Secretariado das Nações Unidas e uma vasta gama de fundos operacionais, programas e tribunais da ONU. A ESSI enxerga a si própria como um agente de mudança, empenhada em ajudar departamentos e escritórios a fazer uma administração responsável dos recursos e a trazer uma cultura de consciência da responsabilidade, transparência, orientação para resultados e sensibilização para riscos.

## Subsecretários-Gerais
| # | Foto | Subsecretário-Geral   | Período no cargo                              | Nacionalidade |
| - | --- | --------------------- | --------------------------------------------- | ------------- |
| 1 | | Karl Theodor Paschke  | 1 de janeiro de 1994 – 31 de dezembro de 1999 | Alemão        |
| 1 | |                       |                                               |               |
| 2 | | Dileep Nair           | 24 de abril de 2000 – 23 de abril de 2005     | Singapuriano  |
| 2 | |                       |                                               |               |
| 3 | | Inga-Britt Ahlenius   | 15 de julho de 2005– 14 de julho de 2010      | Sueca         |
| 3 | Antes de entrar para o Escritório de Serviços de Supervisão Interna (ESSI), Ahlenius foi auditora geral do Kosovo de 2003 até 2005. Anteriormente atuou como auditora geral da Suécia de 1993 até 2003. Antes de sua nomeação como auditora geral do Escritório Nacional de Auditoria da Suécia, Ahlenius trabalhou para o Ministério das Finanças da Suécia como Chefe do Departamento de Orçamento de 1987 a 1993. Durante seu mandato como auditora geral da Suécia, Ahlenius presidiu o Comitê de Normas de Auditoria da INTOSAI por oito anos. Ela foi presidente do conselho de administração da Organização Europeia Suprema de Instituições de Auditoria (EUROSAI) de 1993 a 1996. Ahlenius foi membro do Comitê de Peritos Independentes, que foi solicitado pelo Parlamento Europeu com um mandato para examinar a maneira pela qual a Comissão Europeia detecta e trata fraude, má gestão e nepotismo. [O relatório do Comitê levou à demissão da Comissão.]    |                       |                                               |               |
| 4 | | Carman Lapointe-Young | 14 de setembro de 2010– Incumbente            | Canadense     |
| 4 | Carman L. Lapointe do Canadá foi nomeada Subsecretária-Geral para Serviços de Supervisão Interna por um mandato de cinco anos com início em 14 de setembro de 2010. Antes de sua nomeação, ela foi diretora do Escritório de Supervisão e Auditoria do Fundo Internacional do Desenvolvimento Agrícola durante 2009-2010. De 2004 a 2009, ela foi a auditoria geral do World Bank Group. Lapointe também ocupou cargos de supervisão principal em uma série de corporações canadenses. Ela atuou como presidente e membro do Comitê de Auditoria da Organização para Segurança e Cooperação na Europa e como membro do Comitê de Auditoria da UNRWA. Em 1994-95, Lapointe foi presidente do Instituto de Auditores Internos, a organização internacional da profissão. Ela também atuou nos critérios do Comitê de Controle do Instituto Canadense de Revisores Oficiais de Contas e atualmente atua em uma força-tarefa para a Federação Internacional de Contabilistas.. |                       |                                               |               |